# Anastasiya Horlova
Anastasiya Horlova –en ucraniano, Анастасія Горлова– (Leópolis, 2 de febrero de 1995) es una deportista ucraniana que compite en piragüismo en la modalidad de aguas tranquilas. Ganó una medalla de bronce en el Campeonato Mundial de Piragüismo de 2018 y una medalla de oro en el Campeonato Europeo de Piragüismo de 2017, ambas en la prueba de K2 200 m.

## Palmarés internacional
| Campeonato Mundial | Campeonato Mundial          | Campeonato Mundial | Campeonato Mundial |
| Año                | Lugar                       | Medalla            | Competición        |
| ------------------ | --------------------------- | ------------------ | ------------------ |
| 2018               | Montemor-o-Velho (Portugal) | Medalla de bronce  | K2 200 m           |
| Campeonato Europeo |                             |                    |                    |
| Año                | Lugar                       | Medalla            | Competición        |
| 2017               | Plovdiv (Bulgaria)          | Medalla de oro     | K2 200 m           |